# Webb Ellis Cup

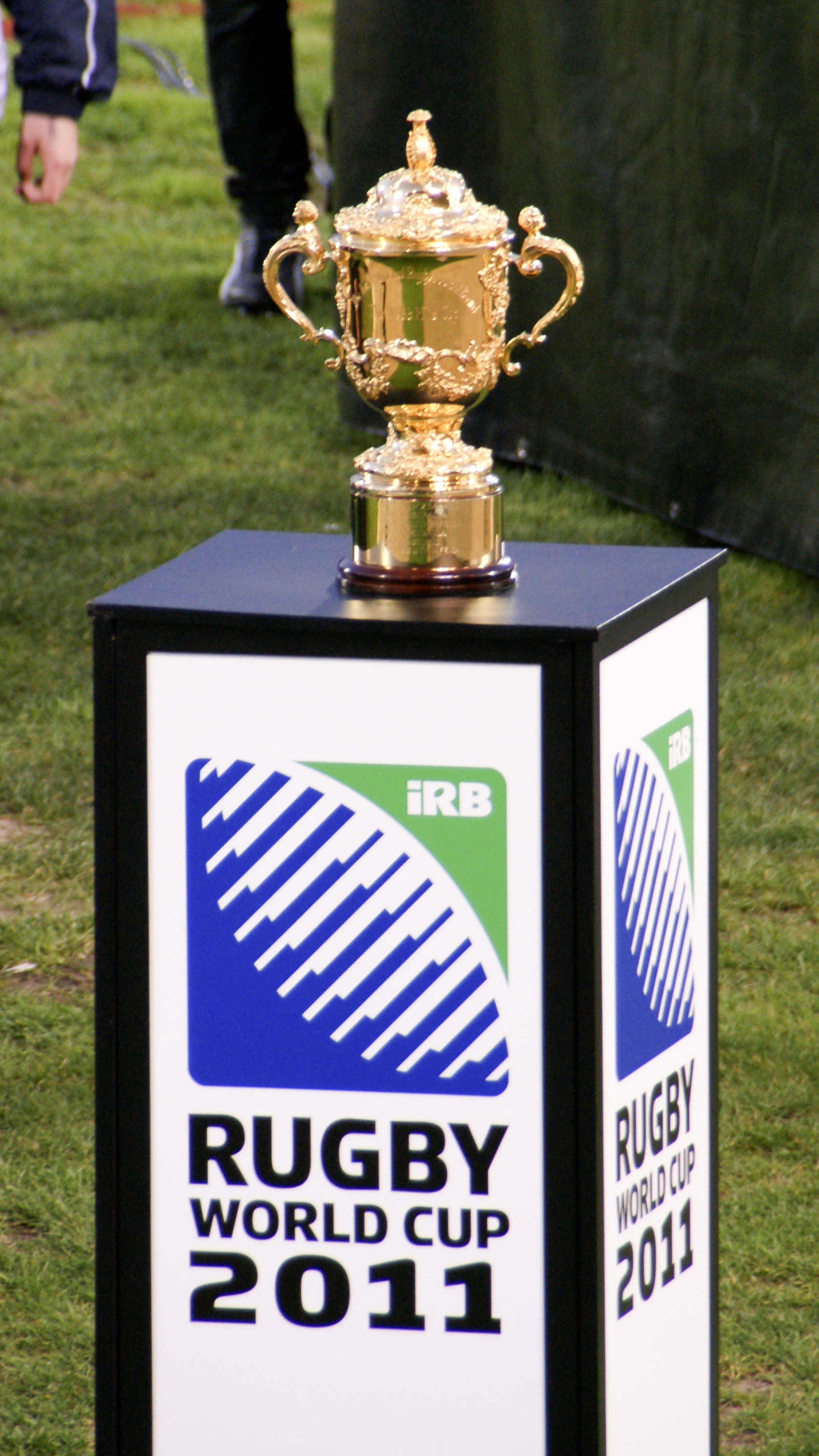
Webb Ellis Cup

De Webb Ellis Cup is een beker die wordt uitgereikt aan het rugbyteam dat het wereldkampioenschap rugby wint. De beker is vernoemd naar William Webb Ellis, die als uitvinder van rugby wordt gezien. De met goud en zilver versierde prijs is in 1987 voor het eerst uitgereikt aan het Nieuw-Zeelands rugbyteam. De huidige bezitter van de prijs is het Zuid-Afrikaans rugbyteam.

## De beker
De beker is 38 cm groot en is gemaakt van verguld zilver. De beker heeft twee oren, op de een staat het hoofd van een satyr afgebeeld, op de ander een nimf. Op de voorkant van de beker staan de woorden International Rugby Football Board en daaronder The Webb Ellis Cup gegraveerd.
De beker is gemaakt in de goud- en zilversmederij Garrard & Co in Londen. Het model is gebaseerd op een beker uit 1906 die gemaakt is door de Londense onderneming Carrington and Co. Deze beker is op zijn beurt gebaseerd op een beker uit 1740 ontworpen door Paul de Lamerie.

## Winnaars
De winnaars van de Webb Ellis Cup zijn ook de wereldkampioenen rugby:
- 1987: Nieuw-Zeeland
- 1991: Australië
- 1995: Zuid-Afrika
- 1999: Australië
- 2003: Engeland
- 2007: Zuid-Afrika
- 2011: Nieuw-Zeeland
- 2015: Nieuw-Zeeland en is daarmee het eerste land dat zichzelf opvolgt
- 2019: Zuid-Afrika
- 2023: Zuid-Afrika